# Peter Hein
Peter Hein (Anklam, 18 de diciembre de 1943) es un deportista de la RDA que compitió en remo. Ganó una medalla de bronce en el Campeonato Mundial de Remo de 1966 y una medalla de plata en el Campeonato Europeo de Remo de 1969.

## Palmarés internacional
| Campeonato Mundial | Campeonato Mundial   | Campeonato Mundial | Campeonato Mundial |
| Año                | Lugar                | Medalla            | Prueba             |
| ------------------ | -------------------- | ------------------ | ------------------ |
| 1966               | Bled (Yugoslavia)    | Medalla de bronce  | Ocho con timonel   |
| Campeonato Europeo |                      |                    |                    |
| Año                | Lugar                | Medalla            | Prueba             |
| 1969               | Klagenfurt (Austria) | Medalla de plata   | Cuatro con timonel |